# Agesilau I
Agesilau I (en grec antic: Ἀγησίλαος, llatí: Agesilaus) va ser el sisè rei agíada d'Esparta (exclòs Aristodem).
Era fill de Dorís. Segons Apol·lodor d'Atenes va regnar 44 anys i va morir el 886 aC. Pausànias diu que va tenir un regnat curt i el situa al temps de Licurg. El va succeir el seu fill Arquelau.